# Michael Balthasar von Christalnigg

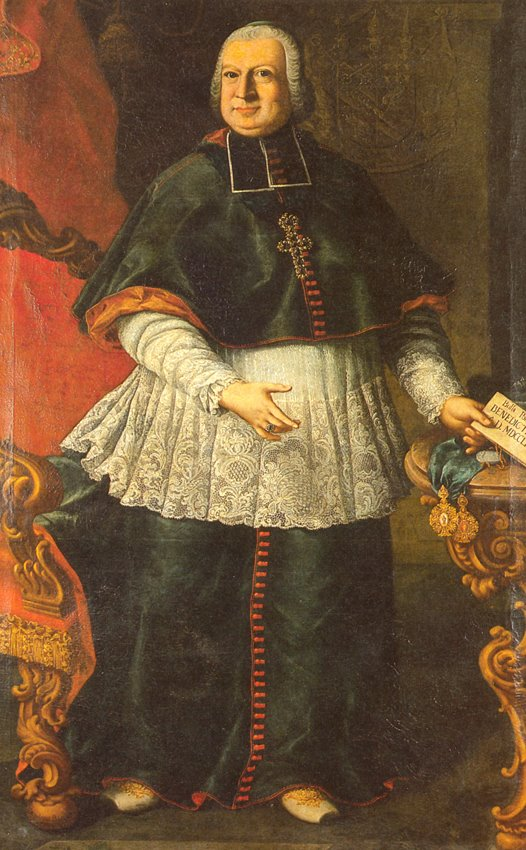
Michael Balthasar von Christalnigg

Michael Balthasar Graf von Christalnigg (* 10. September 1710 vermutlich auf der Hornburg in Klein Sankt Paul; † 27. Mai 1768 in Berchtesgaden) war Augustiner-Chorherr und von 1752 bis 1768 Fürstpropst von Berchtesgaden.

## Leben
Christalniggs Eltern waren laut Taufeintrag vom 13. September 1710 in der Kärntner Pfarre Klein St. Paul Georg Balthasar Freiherr Christalnigg von und zu Gillitzstein (1666 – 1734) und dessen Ehefrau Maria Beatriz, Freiin von Schoberg (1675 – 1733). (Da seinerzeit oft das Tauf- mit dem Geburtsdatum identisch war, kann der genannte Geburtstermin mit dem 10. September 1710 als nicht gänzlich gesichert gelten, auch wenn die Entfernung zwischen Taufkirche und der Hornburg als mutmaßlichem Geburtsort für die unterschiedlichen Daten sprechen könnte.)

Michael Balthasar Graf von Christalnigg ist an dem „Collegio Apolinari“ ausgebildet worden und hat gleich nach seinem Regierungsantritt als Fürstpropst ein neues Bibliotheksgebäude für die Büchersammlung des Stifts in Auftrag gegeben. Gestorben 1768, ist seine letzte Ruhestätte unter einer steinernen Bodenplatte in der Berchtesgadener Stiftskirche von einem aufwendig gestalteten Epitaph bzw. Grabdenkmal gekennzeichnet.

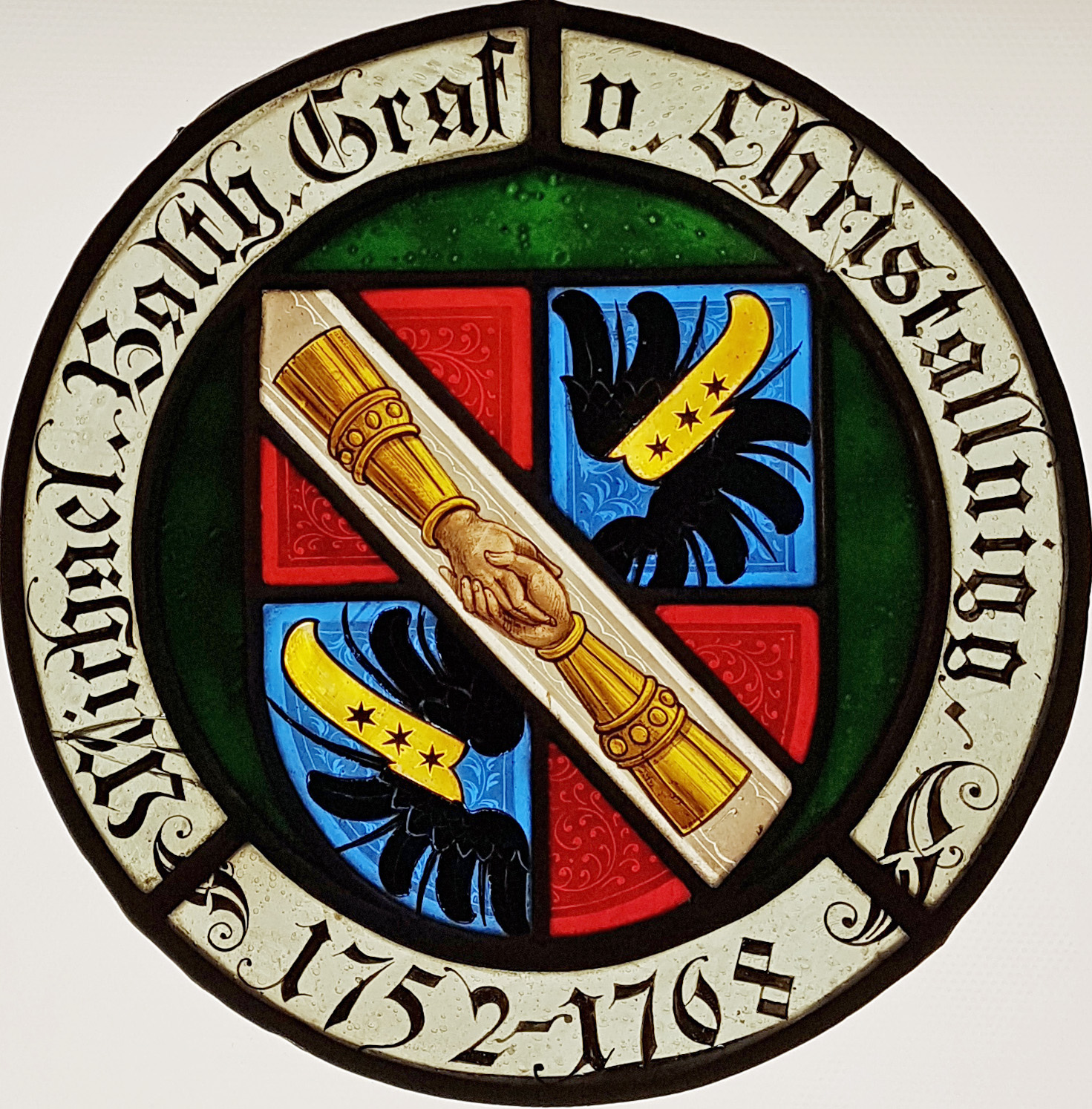
Wappenfenster, vormals im Pfarrhaus der Berchtesgadener Stiftskirche
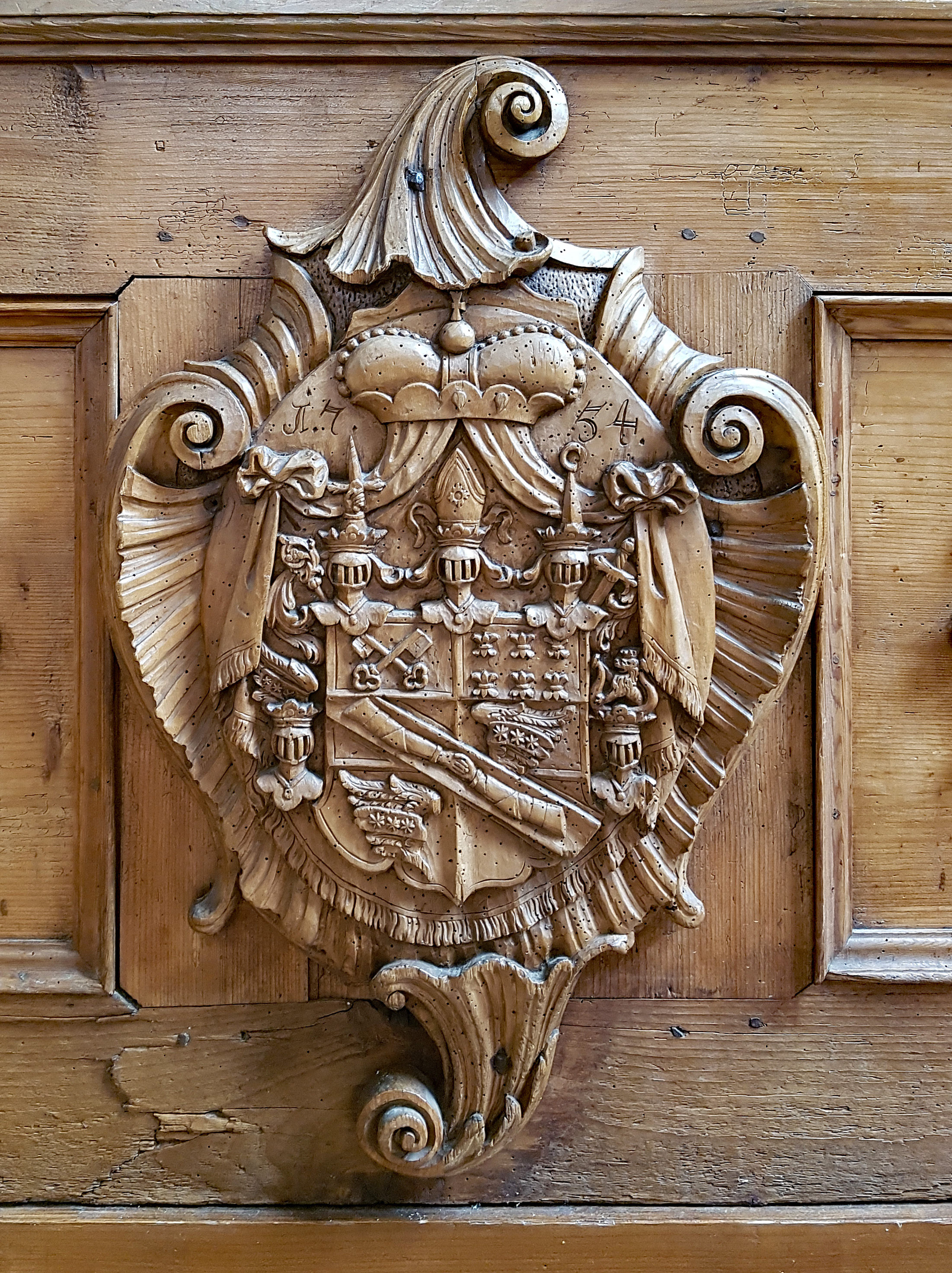
Holzgeschnitztes Wappen in der Berchtesgadener Stiftskirche
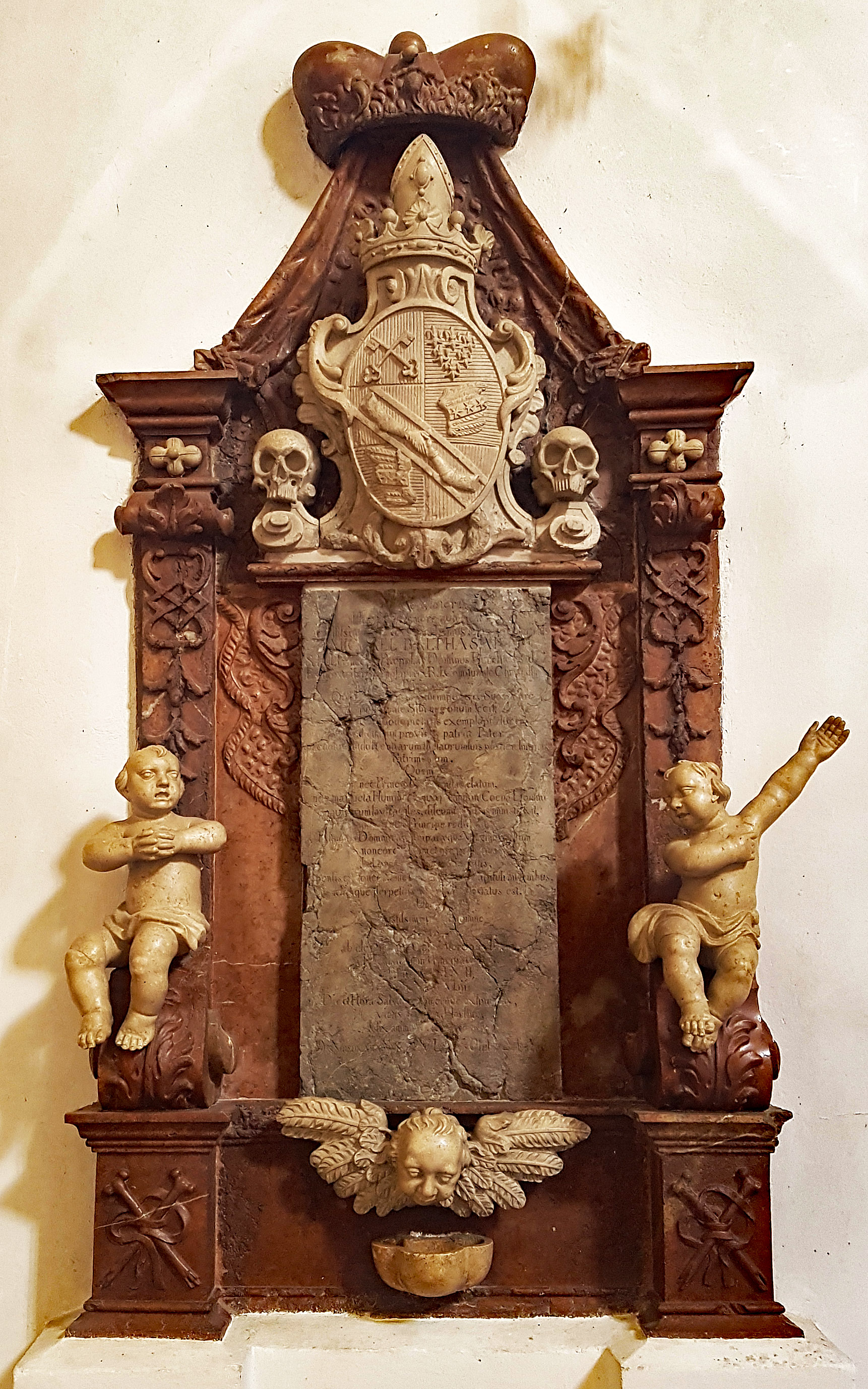
Christalniggs Grabdenkmal

## Wirken
Während seiner Amts- und Regierungszeit beliefen sich die Schulden des Stifts auf 250.000 Gulden. Als er weitere 69.000 Gulden aufnehmen musste, um die laufenden Ausgaben zu bestreiten, zählten zu seinen neuen Geldgebern Klöster, Privatiers und laut Koch-Sternfeld „auch das bairische Cabinet“.
Im Gegensatz zu seinen beiden fürstpröpstlichen Vorgängern ließ er deshalb auf eigene Kosten in Berchtesgaden etwa auf halber Höhe des Kälbersteins 1758 das Schloss Fürstenstein errichten, zu dem auch eine Schlosskapelle und andere Bauten wie ein Meierhof gehörten, sowie 1760 in unmittelbarer Nähe zum Schloss den „Calvarienberg“. Christalnigg soll auch trotz des Geldmangels, die Stiftsbibliothek, von deren Anfängen nur wenig bekannt ist, besonders engagiert erweitert haben. Sie soll am Ende des 18. Jahrhunderts etwa 10.000 Bände umfasst haben.

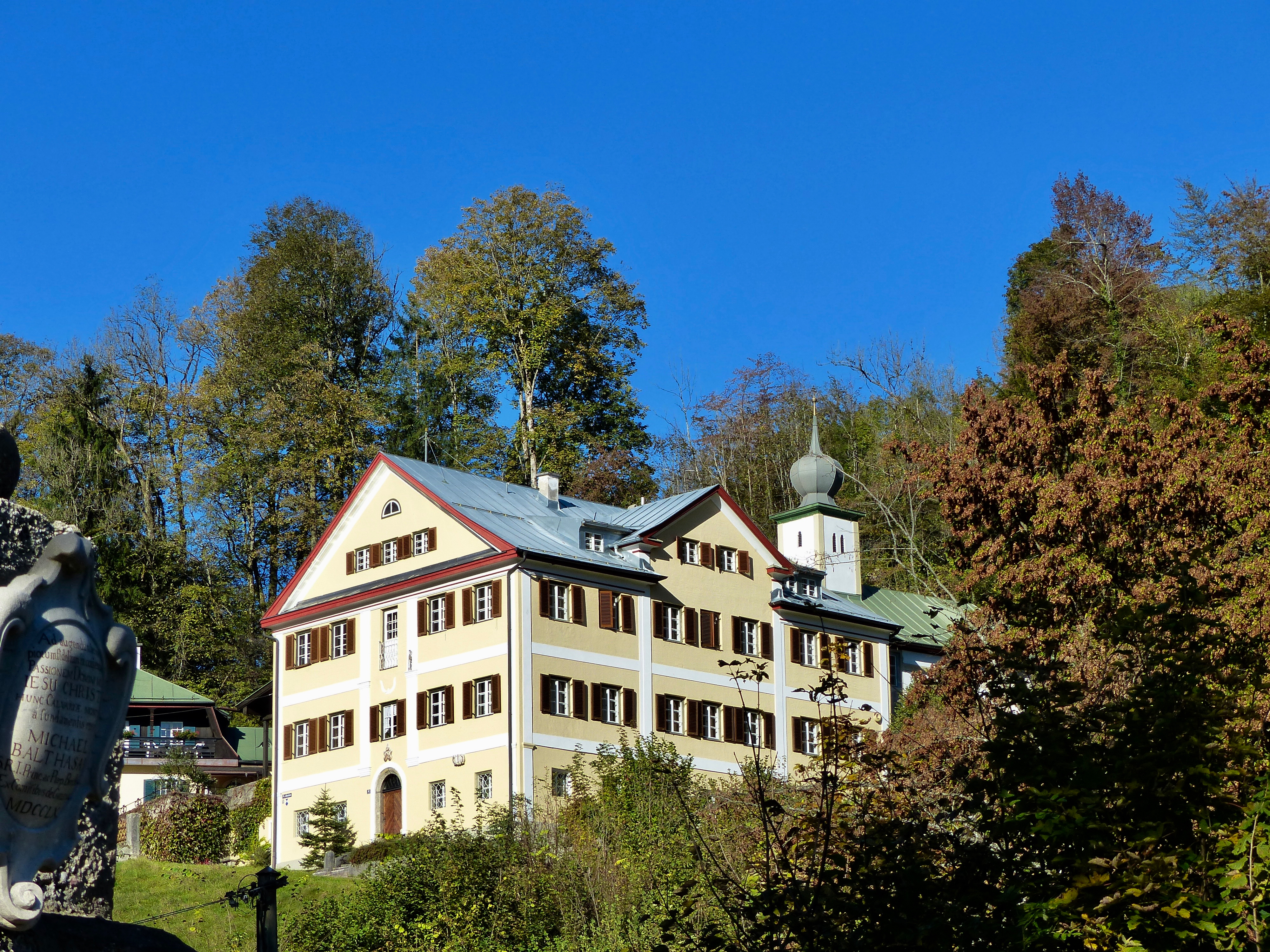
Schloss Fürstenstein mit Turmspitze der Schlosskapelle
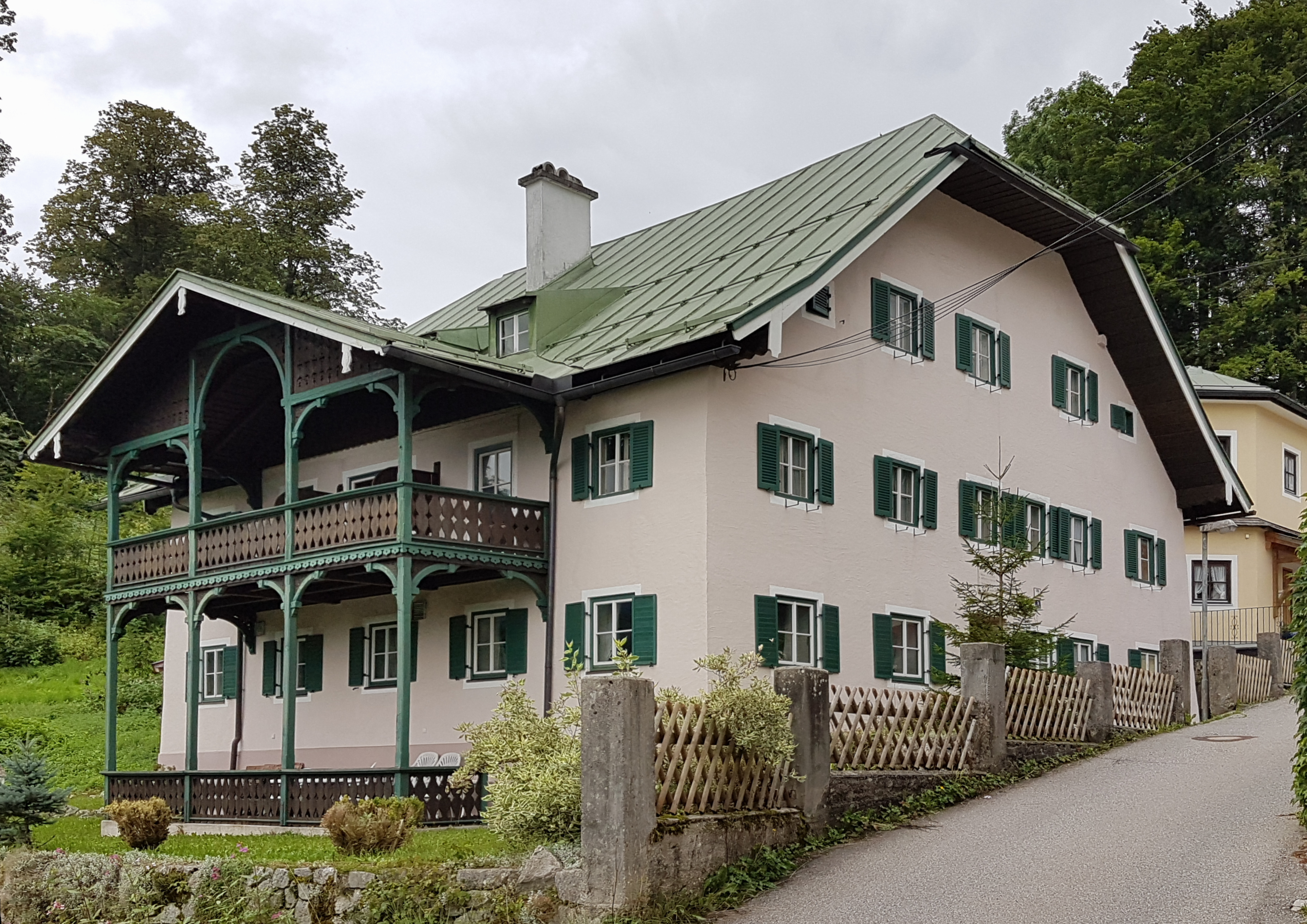
Zum Schloss gehörender Meierhof
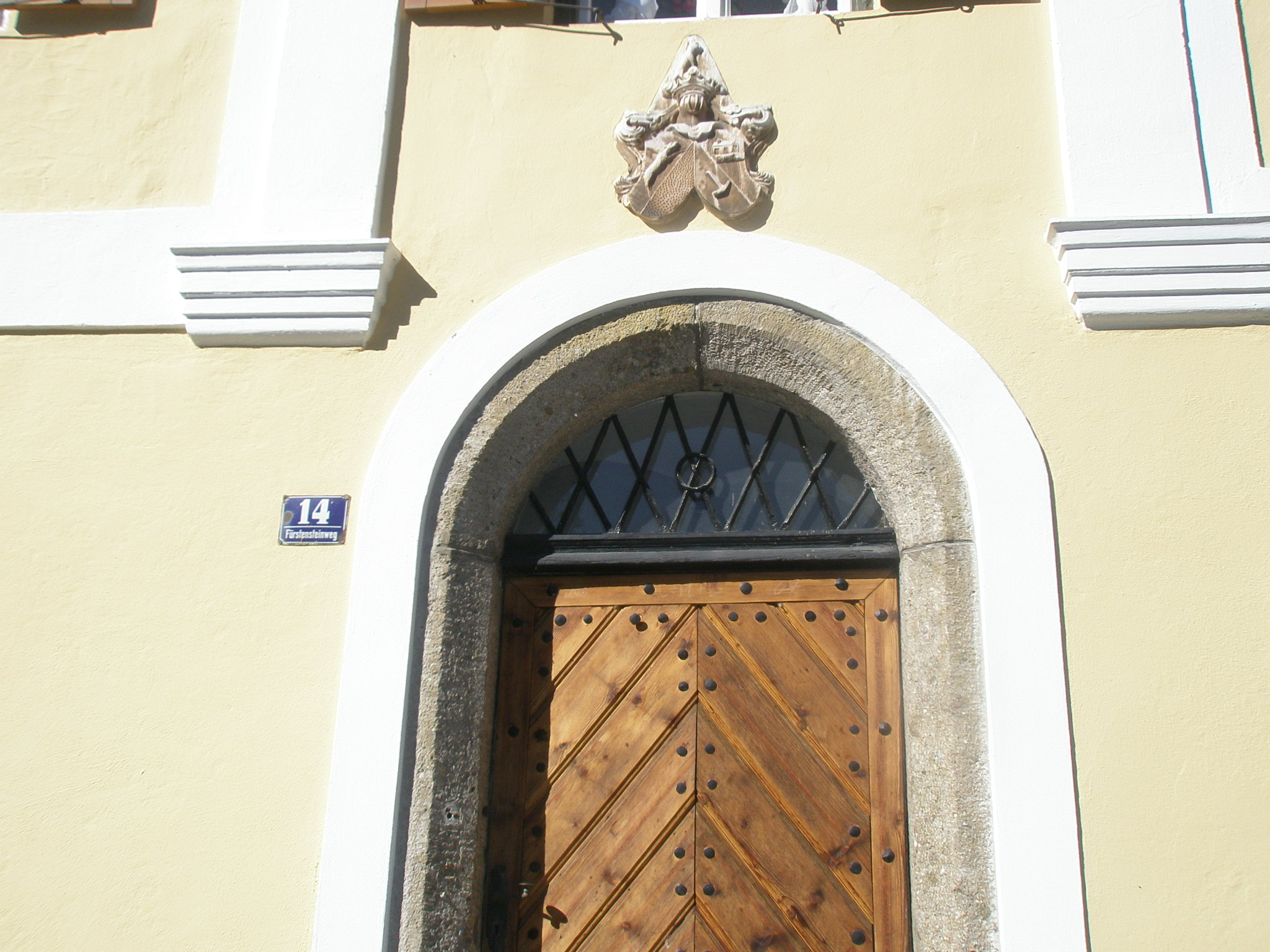
Schloss Fürstenstein, Eingang mit Wappen des Michael Balthasar von Christalnigg
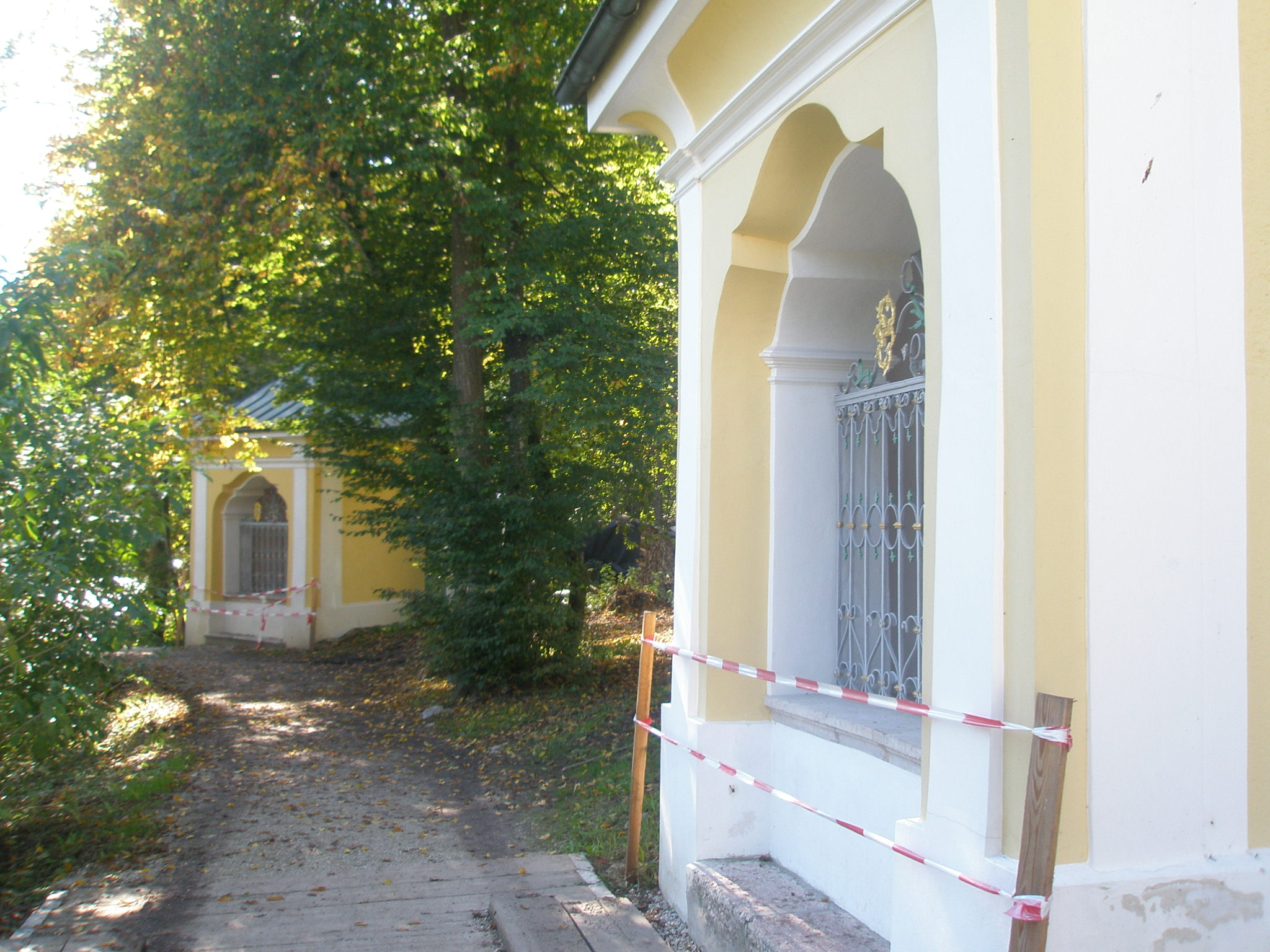
Stationen des Kalvarienbergs, 2012